# Morus bassanus
El alcatraz común (Morus bassanus), también conocido como alcatraz atlántico, es una especie de ave suliforme de la familia Sulidae propia del Atlántico norte y el Mediterráneo. Acude a tierra solamente para anidar y cuidar a sus crías. Cría en colonias de hasta 35 000 (treinta y cinco mil) parejas en ambas orillas del Atlántico norte y realiza migraciones estacionales.

## Descripción

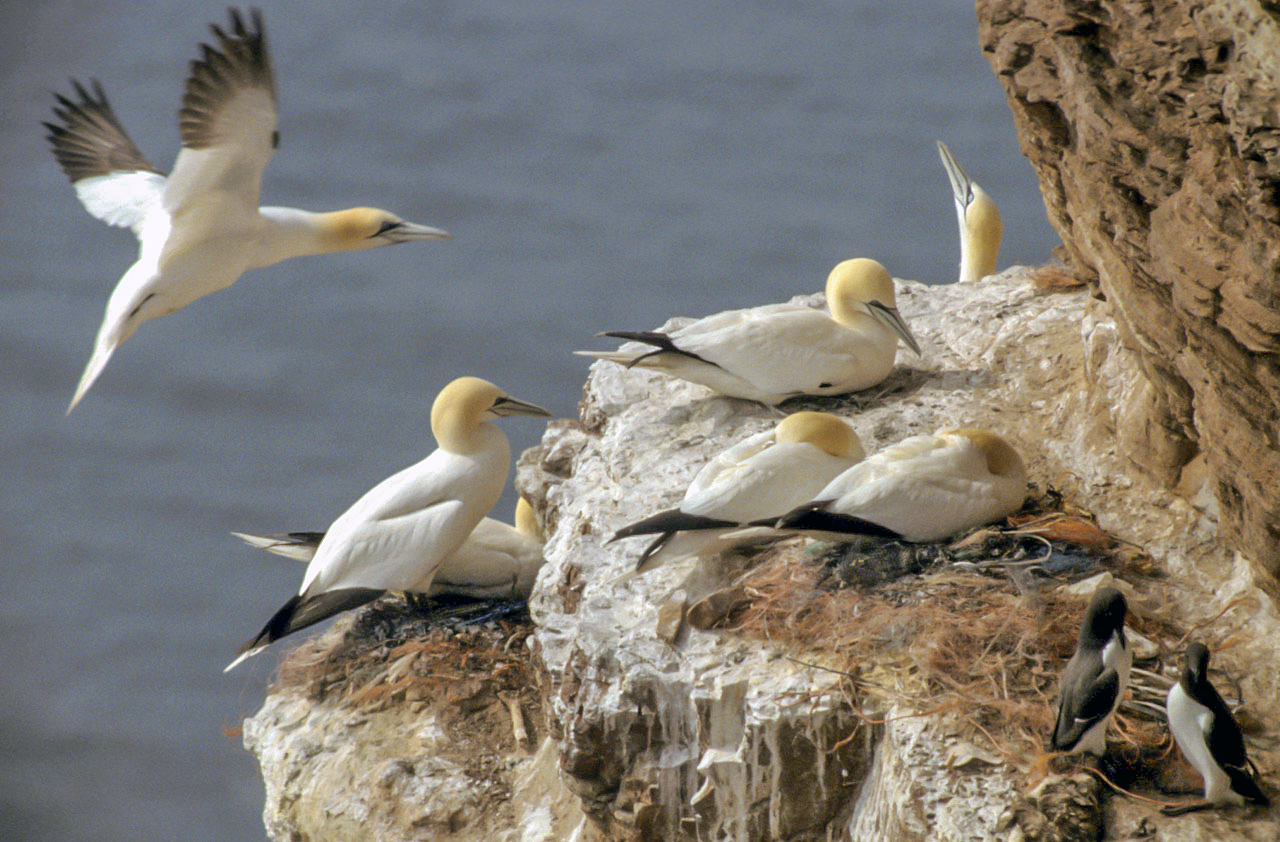
Alcatraces comunes reproductores

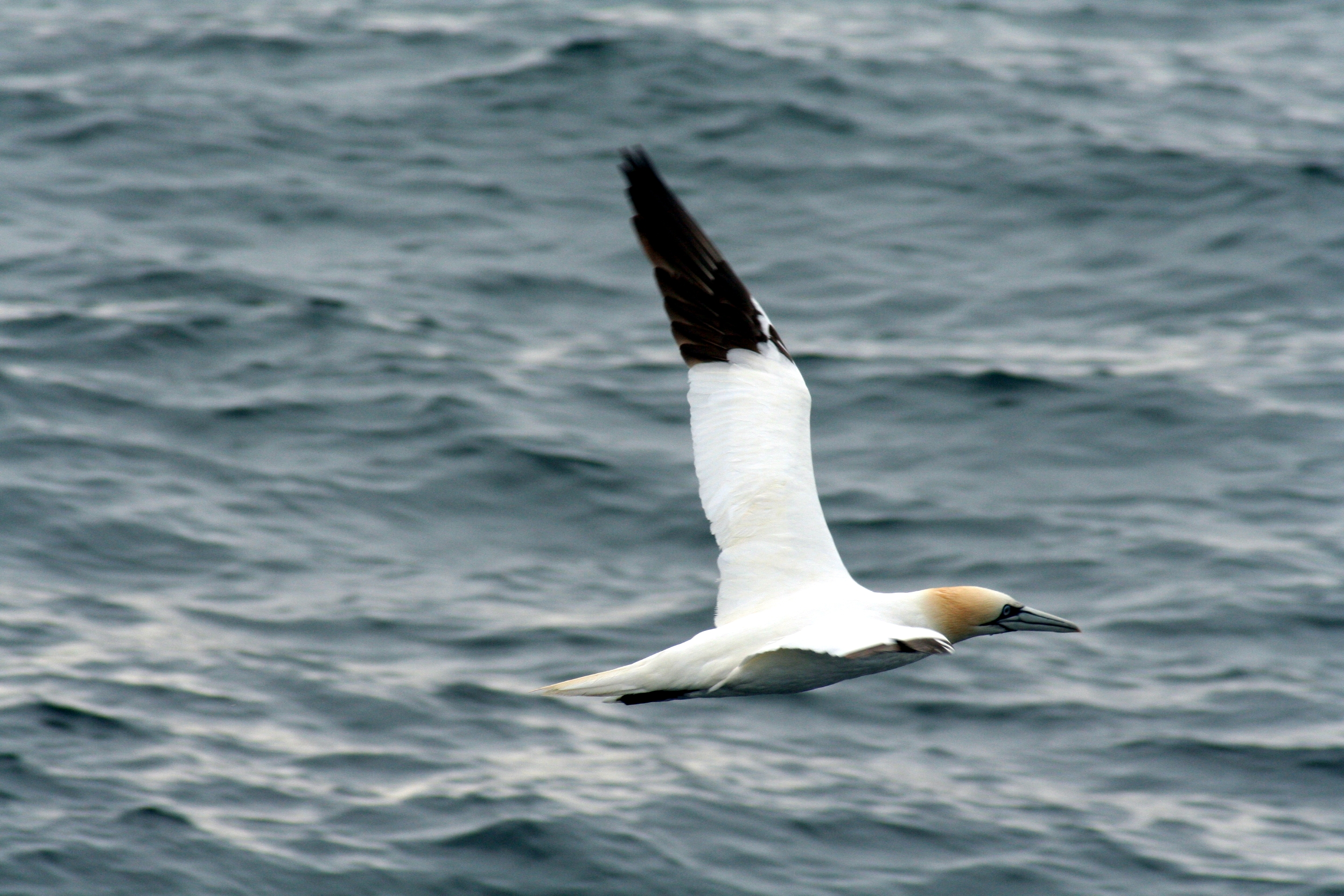
Alcatraz sobrevolando el canal de la Mancha, en la Reserva Natural de las siete Islas, en el norte de Francia.

Las aves adultas pesan entre 3 y 4 kg (kilogramos). El cuerpo mide entre 87 y 100 cm (centímetros) de longitud, y tiene una envergadura de alas de 165 a 180 cm. Las alas, largas y estrechas, miden entre 47 y 53 cm, y, el pico, de 9 a 11 cm (medido desde la cabeza). El tamaño de los dos sexos es similar.
El plumaje de los adultos es mayoritariamente de color blanco puro, con las puntas de las alas oscuras, con colores que van del pardo al negro. La cabeza, las mejillas y los lados del cuello tienen coloraciones, dependiendo de la época del año y del individuo, que varían entre el amarillo claro y el oscuro. En algunos individuos puede faltar. Las plumas son impermeables, lo que les permite pasar largos períodos en el agua. La impermeabilización la consiguen untando las plumas con la secreción producida por una glándula sebácea, que esparcen por el cuerpo usando el pico o la cabeza. En la cara tienen un área desnuda con la piel de color negro, que les da una expresión facial característica.

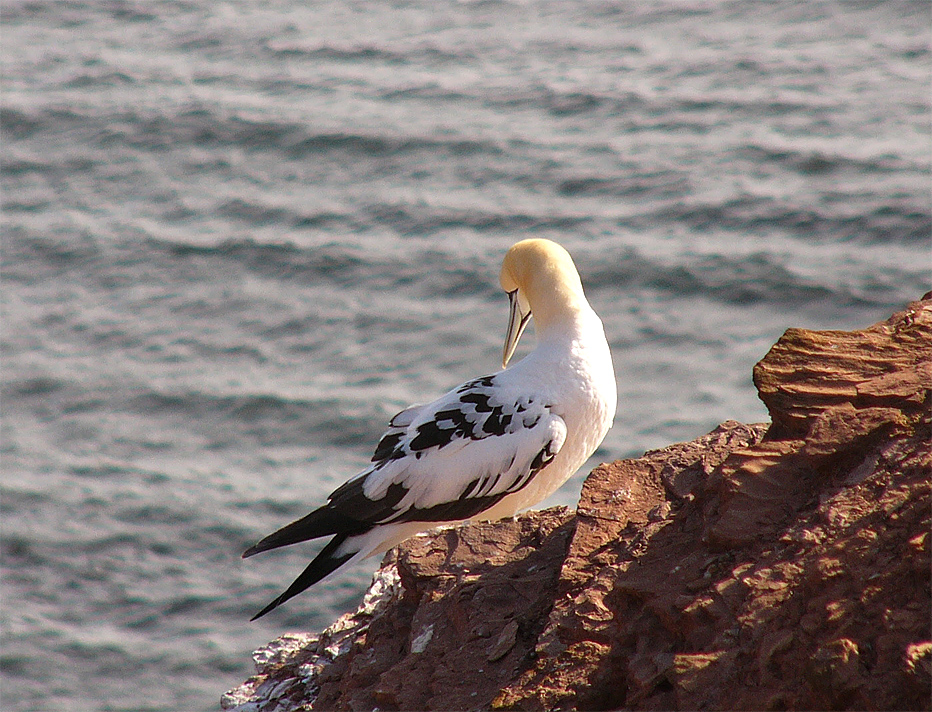
Alcatraz joven. La parte delantera del cuerpo ya muestra el plumaje de los adultos.

Los ejemplares que acaban de empezar a volar son pardos, con las puntas de las alas blancas. Tienen pintas blancas en cabeza y en el lomo, y un área en forma de V también de este color en la parte baja del lomo. El plumaje de las aves de un año puede ser casi completamente pardo; en el segundo año de vida presentan aspectos muy variados debido a las diferentes fases de la muda: pueden mostrar el plumaje adulto en la parte delantera y seguir siendo pardos en la posterior. El plumaje adulto definitivo aparece a partir de los cinco años de edad.
Los pollos acabados de salir del huevo están desnudos y son azules oscuros o negros. En la segunda semana de vida se cubren de un plumón blanco y parecen estar cubiertos de lana. Desde la quinta semana se van cubriendo de plumas castañas oscuras sucias de blanco.
Su pico es largo, fuerte y cónico, con la punta ligeramente curvada hacia abajo. La parte delantera tiene un filo aguzado. En los adultos es gris azulado con bordes grises oscuros o negros. En los inmaduros es acastañado.
Los ojos, grandes y dirigidos hacia adelante, tienen el iris de azul claro a gris claro, rodeado por un fino anillo negro. Los cuatro dedos de las patas están unidos por una membrana natatoria, de coloraciones que van del gris negro al castaño negro. A lo largo de los dedos les corren unas líneas amarillas que continúan por parte de las patas y que juegan probablemente algún papel en el apareamiento. El dedo posterior es fuerte y vuelto cara dentro, lo que les permite agarrarse con seguridad en los cantiles verticales.

### Particularidades anatómicas

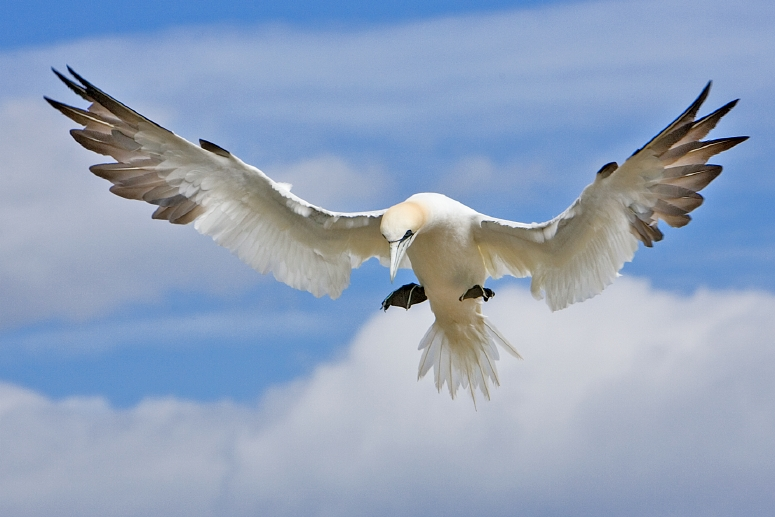
Alcatraz en la isla Bonaventure, en Quebec

Los alcatraces se sumergen en el agua cayendo verticalmente a velocidades de incluso 100 km/h (kilómetros por hora), y su estructura corporal está adaptada a este hecho. Carecen de agujeros externos de la nariz y tienen agujeros nasales secundarios que pueden cerrar cuando están dentro del agua. Las aberturas de los oídos son muy pequeñas, están cubiertas de plumas y pueden cerrarse también con un sistema similar al de las fosas nasales. El esternón es muy fuerte y tan largo que puede proteger las entrañas del golpe contra el agua.
Los pulmones, muy desarrollados, tienen también probablemente la función de reducir las consecuencias del impacto contra la superficie y de proteger el cuerpo. En la parte inferior del cuerpo y en los lados hay sacos aéreos subcutáneos. Otros sacos aéreos se encuentran entre el esternón y los músculos pectorales y entre las costillas y los músculos. Estos sacos están conectados con los pulmones y se llenan de aire cuando el ave inspira. El aire puede ser expulsado con contracciones musculares.
Tienen una capa de grasa subcutánea que los ayuda a soportar las temperaturas bajas, a lo que ayuda además un plumón muy denso y el solapamiento muy apretado de las plumas. La reducción de la circulación sanguínea en las membranas natatorias fuera de la época de cría les ayuda también a conservar la temperatura mientras nadan.

### Por aire, tierra y mar

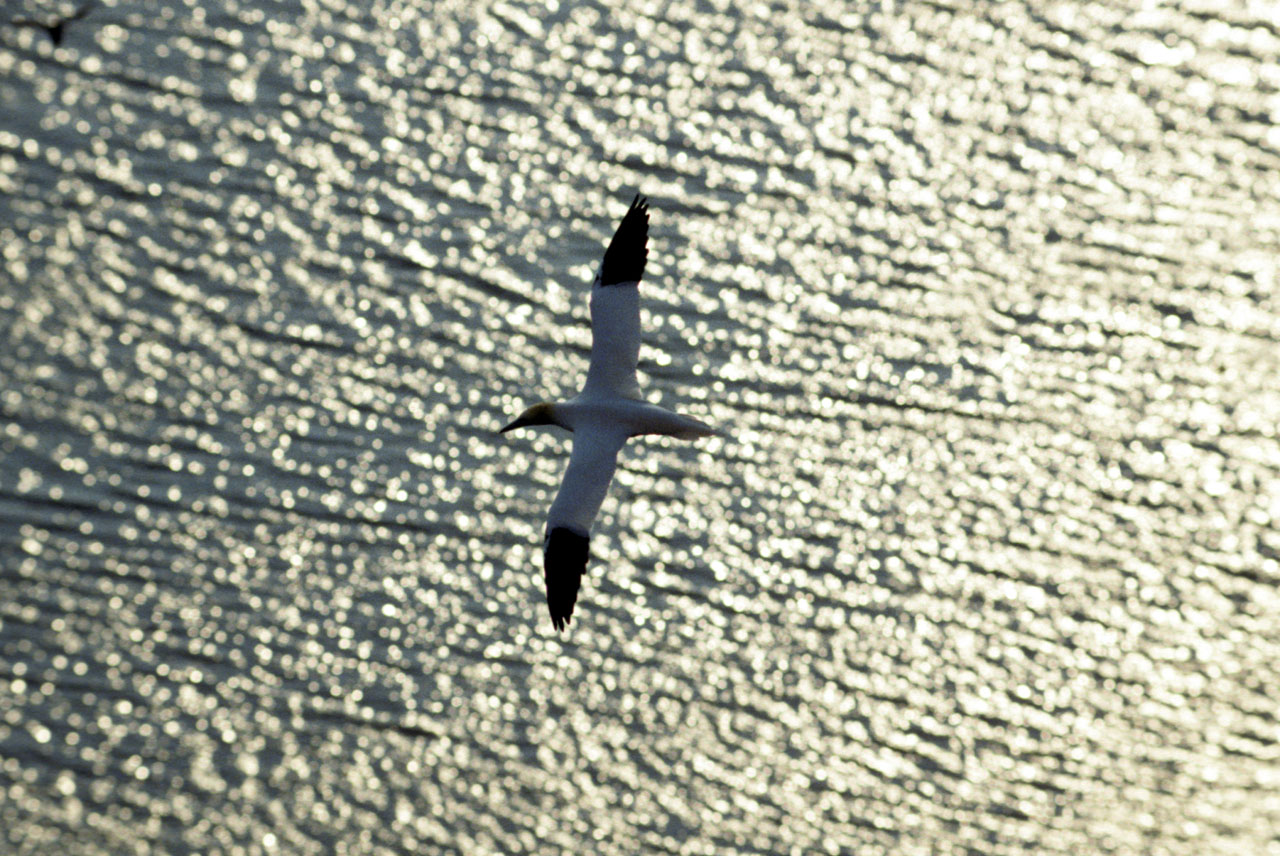
Silueta en vuelo

Las alas, que como se dijo son largas y estrechas, están insertadas muy adelante en el cuerpo, lo que les permite utilizar con eficiencia las corrientes de aire para volar. En situaciones de tiempo tranquilo, pueden conseguir velocidades de incluso entre 55 y 65 km/h (kilómetros por hora). Su musculatura voladora está, sin embargo, relativamente poco desarrollada: mientras que en las otras aves esta representa alrededor de un 20 % del peso total, en los alcatraces no supera el 13 %. La consecuencia de esto es que los alcatraces precisan un calentamiento previo para poder comenzar a volar. Además caminan con dificultad, por lo que no pueden echar a volar desde un lugar llano. Del agua levantan el vuelo girándose cara al viento y agitando pesadamente las alas. Con viento flojo y olas relativamente altas se ven a veces incapacitados para volar y pueden ser arrastrados a tierra. Como los albatros, aprovechan mientras vuelan el viento producido por la parte anterior de las olas. Solamente se ven tierra adentro cuando son desplazados por las tormentas.
En el agua se posan con una sumergida plana. Pocas veces lo hacen extendiendo las patas hacia adelante, como los pelícanos o los cormoranes. En el agua mantienen el cuerpo bastante hundido y, en general, la cola erguida diagonalmente hacia arriba. Se posan con dificultad en tierra y el intento puede acabar con un choque, ya que sus alas estrechas no permiten buenas maniobras de giro, para las que se ayudan con las patas y la cola. Las heridas en los pies y patas cuando se posan en el suelo son relativamente frecuentes si no hay vientos adecuados. Las alas rotas o dañadas serían una causa de muerte frecuente entre los adultos. La posición retrasada de las patas en el cuerpo les da un andar semejante al de los patos.

### Voz
Su repertorio acústico no tiene grandes particularidades. La llamada típica es un rab-rab-rab, que emiten cuando están pescando y también en el nido. Emiten un grito especial cuando se aproximan a la colonia, lo que, por causa de la llegada constante de individuos a la colonia, se oye muy a menudo. El repertorio es semejante en machos y hembras.
De acuerdo con el ornitólogo Bryan Nelson los alcatraces están en condiciones de reconocer por la voz no solo a la pareja y los propios pollos, sino también a los vecinos de nido. Los alcatraces ajenos son tratados con mucha agresividad.

## Taxonomía
El alcatraz atlántico se clasifica en el género Morus, perteneciente a la familia de los alcatraces y piqueros, Sulidae. Los súlidos forman parte del orden Suliformes, como una de sus cuatro familias, junto a Phalacrocoracidae (cormoranes), Fregatidae (fragatas) y Anhingidae (añingas). Las suliformes son aves acuáticas de pico robusto que, hasta 2010, se clasificaban en Pelecaniformes.
El alcatraz atlántico fue una de las muchas aves descritas científicamente por Carlos Linneo en su obra Systema naturæ de 1758, con el nombre de Pelecanus bassanus. En 1816, fue trasladado como especie tipo al género Morus, creado por el ornitólogo francés Louis Jean Pierre Vieillot. No se reconocen subespecies diferenciadas de alcatráz atlántico.

## Distribución

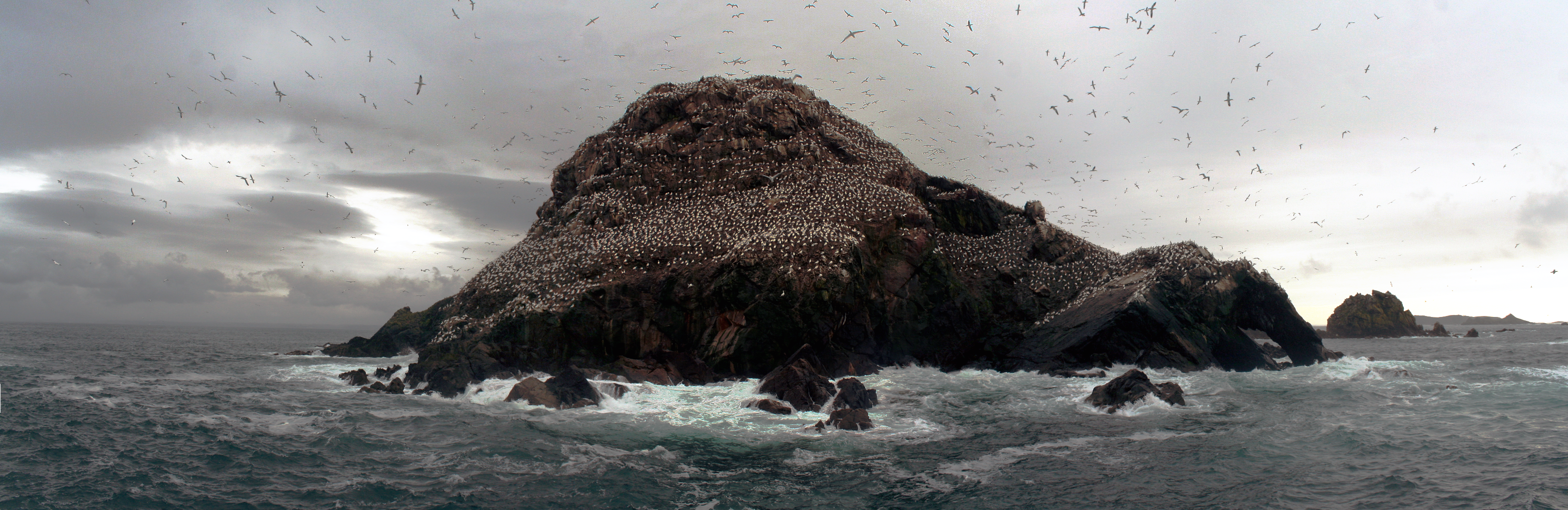
Panorámica de la Reserva Natural de las 7 Islas, con una colonia de alcatraces, en Bretaña (Francia).

Crían casi siempre en la orilla del mar, en las costas influidas por la corriente del Golfo. Las colonias del golfo de San Lorenzo y de las islas de la costa este de Canadá son una excepción. Las aguas cerca de los acantilados en los que viven tienen, en verano, temperaturas en superficie de entre 10 y 15 °C (grados Celsius). La temperatura del agua determina el área de distribución de las caballas y los arenques, que son sus principales fuentes de alimentación, por lo que la situación de sus colonias reproductoras está en fuerte relación con ellos. Crían hasta muy al Norte, en regiones que pueden ser muy frías y tormentosas. De acuerdo con el ornitólogo Bryan Nelson, la combinación de peso corporal y fuerza del pico, que les permiten la captura de peces fuertes y musculosos, y la capacidad de sumergirse hasta gran profundidad y capturar presas bien lejos de los acantilados, les facilita poder vivir en esas regiones. Además, pueden resistir largos períodos sin comer gracias a las reservas de grasa que acumulan.
El límite norte de su área de cría depende de que las aguas marinas estén libres de hielo durante la época reproductora. Así, mientras Groenlandia y la isla Spitzbergen les ofrecen lugares de reproducción adecuados, las zonas puramente árticas tienen un verano demasiado corto para que puedan poner los huevos y criar a los pollos, para lo que precisan entre 26 y 30 semanas. El límite sur de la distribución depende principalmente de la presencia suficiente de sus presas habituales.

### Colonias de cría

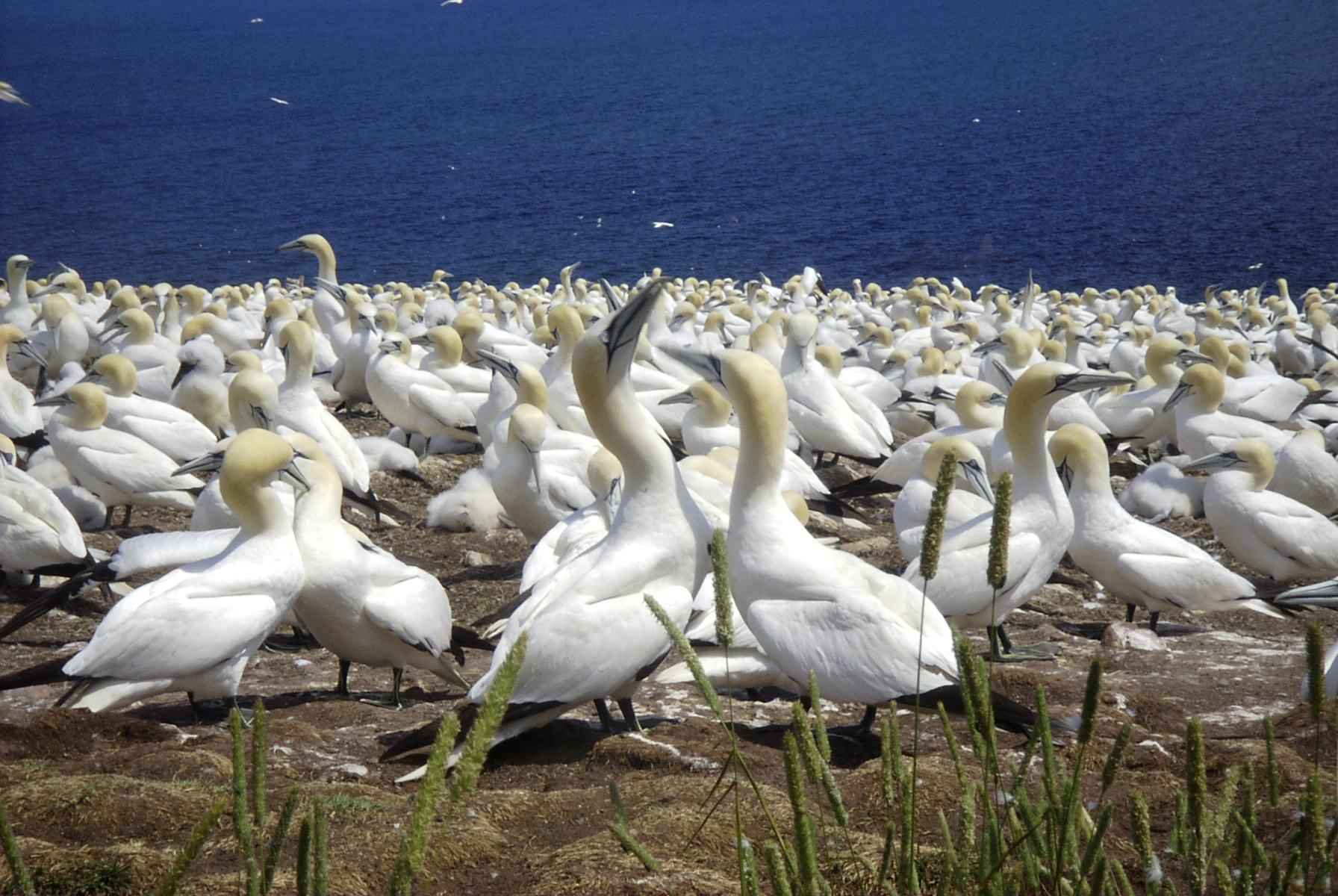
Colonia de alcatraces en la isla Bonaventure, cerca de Percé, Canadá

Algunas colonias reproductoras se utilizan desde hace cientos de años. Vistos de lejos los acantilados parecen cubiertos de nieve, a causa de la densa capa de nidos que los cubren. Hay registro escrito de la colonia de la isla Lundy del año 1274. Ya entonces se señalaba que las poblaciones mermaban a causa de la caza y el robo de huevos. Finalmente, la colonia desapareció en 1909. Entre las mayores colonias están:
- La de la peña de Bass Rock en la costa este de Escocia, registrada desde 1448.[28] En el año 2004, contaba con más de 48 000 nidos.[29]
- La de las islas San Kilda y Sula Sgeir, de las Hébridas. Saint Kilda es, con unos 60 000 nidos, la colonia más grande de Europa.[29]
- La de la isla Eldey, en Islandia, donde crían al menos entre 14 000 y 15 000 parejas. La densidad de población criando es tan grande que, por falta de espacio, no se ven ejemplares no reproductores.[30][31]

Otras colonias europeas están en el suroeste de Irlanda, oeste de Noruega (isla de Runde) y en el norte del mismo país (Syltefjord, Hovflesa y Storstappen). La más meridional es la isla Rouzic en el archipiélago de las Siete Islas en Francia. En Norteamérica crían en la costa de Terranova y en islas del golfo de San Lorenzo. La colonia más grande tiene 32 000 nidos, y se encuentra en la isla Bonaventure, en la costa sur de Quebec.

### Población
En el año 2004 se contabilizaron 45 colonias de cría y unos 361 000 nidos. Las aves de la costa escocesa constituyen alrededor del 60 % del total. Aparentemente, la población aumenta anualmente entre el 3 y el 5 %, a pesar de que este crecimiento se concentra solo en algunas colonias. Para la situación actual fue decisiva la suspensión casi total de la caza de la especie, que tenía como objetivos su carne y sus plumas. En 1939, había unas 22 colonias y unos 83 000 nidos, lo que significaría que las poblaciones se habrían multiplicado por cuatro desde entonces. El aprovechamiento por los alcatraces de las crecientes actividades pesqueras en alta mar pudo ayudar también a la recuperación de la especie.
La Unión Internacional para la Conservación de la Naturaleza (UICN), citando a del Hoyo et al (1992), indica que dicho autor estimaba la población total de estas aves en unos 526 000 ejemplares, pero, teniendo en cuenta la población de esta especie en Europa de acuerdo con BirdLife International 2004, hace una estimación revisada del tamaño demográfico global y sitúa su población entre 950 000 y 1 200 000 individuos.

### Estado de conservación

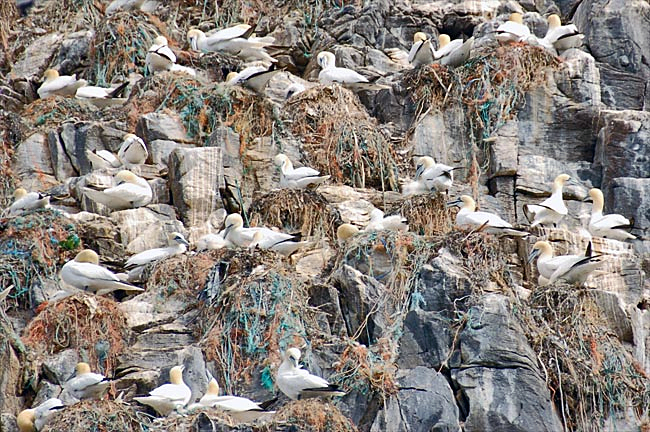
Nidos entre las rocas. La tendencia demográfica de la especie parece aumentar.

Están catalogados en la Lista Roja de la UICN como una especie bajo preocupación menor, por considerar que tiene un área de distribución muy amplia, alejada de los parámetros establecidos para la catalogación como vulnerable, y que el número de individuos es suficientemente amplio y la tendencia demográfica parece aumentar.
En España están incluidos en el Listado de Especies Silvestres en Régimen de Protección Especial.

## Depredadores
En esta especie no destaca ningún factor significativo de mortalidad. La depredación por parte de otras aves se da en todas las colonias, pero su incidencia es mínima, y por parte de mamíferos solo es significativa en colonias continentales o de grandes islas.
El gavión atlántico (Larus marinus), la gaviota argéntea (Larus argentatus), el zorro rojo (Vulpes vulpes) y el armiño (Mustela erminea) se alimentan ocasionalmente de sus huevos y también atacan a las crías en los nidos. Los adultos apenas tienen predadores en tierra, aparte de los humanos y ocasionalmente las águilas calvas (Haliaeetus leucocephalus), y en el mar, también aparte de los humanos, la depredación es insignificante, excepto alguna captura ocasional por parte de grandes peces o algún pinnípedo.

## Alimentación y caza
Los alcatraces cazan por el día, en general dejándose caer en picado en el agua. Pueden cazar cerca de la costa pero buscan alimento a grandes distancias de ellas. Se sabe que aves que están criando pueden pescar a distancias de hasta 320 km (kilómetros) de la colonia. Un dos por ciento de las aves que crían en la colonia escocesa de Bass Rock buscan peces en los bancos de Dogger, a entre 280 y 320 km de distancia. Probablemente pueden alcanzar mientras buscan comida distancias aún más largas, incluso doblando las mencionadas, pero, por norma, estas son de menos de 150 km.

### El picado
Pueden localizar a sus presas desde alturas de incluso 45 metros, pero de promedio las buscan a alturas de entre diez y veinte. Cuando avistan un pez, se dejan caer en picado. Estirando las patas, abriendo las membranas natatorias y con movimientos de las alas dirigen la caída. Justo antes de batir contra el agua, pliegan las alas contra el cuerpo. La cabeza y el cuello entran en el mar bien estiradas, y el pico cerrado. La velocidad en ese momento es de unos 100 km/h. Pasan de promedio entre 5 y 7 segundos en el agua, aunque algunas aves pueden llegar a los 20 segundos. A menudo echan a volar de inmediato para volverse a sumergir tres o cuatro metros más adelante.

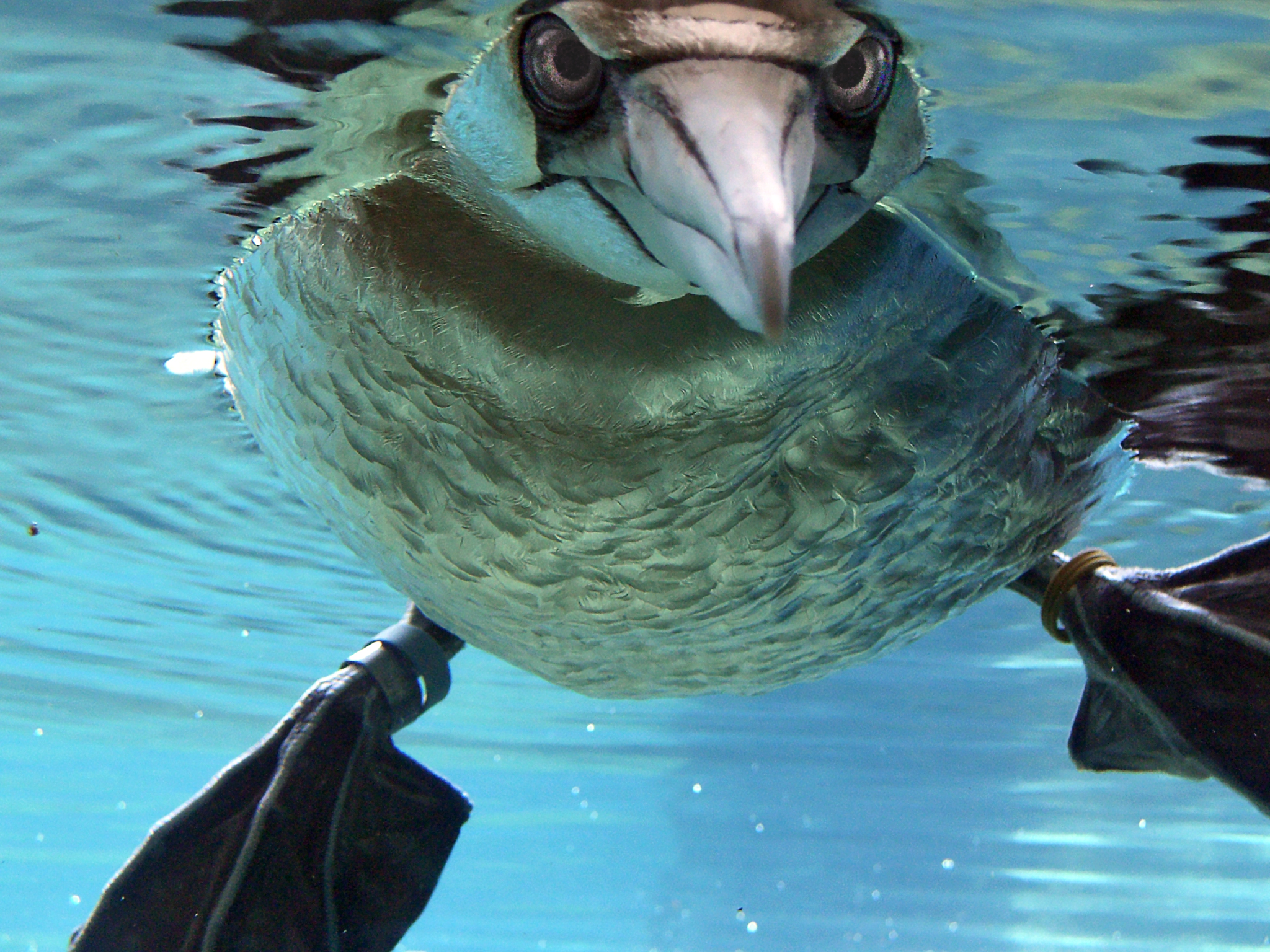
Alcatraz en busca de peces

Habitualmente sumergen la presa escogida y la capturan en el camino hacia la superficie. Los peces de tamaño medio son tragados empezando por la cabeza. Los pequeños pueden devorarlos de través o por la cola. Las bolsas de aire subcutáneas les facilitan la salida rápida a la superficie.
Su color blanco sirve de identificación para sus congéneres, que pueden deducir la presencia de un banco de peces por las inmersiones de un compañero; así es fácil verlos cazar en grupo, situación que facilita las capturas. Alternativamente pueden buscar peces nadando con la cabeza sumergida en el agua.
Algunos estudios han detectado que la duración y la dirección de los vuelos de búsqueda de alimento eran similares en ambos sexos. Sin embargo, había diferencias significativas en el comportamiento de búsqueda de los machos y las hembras. Los alcatraces hembra no solo eran más selectivos que los machos en la selección de áreas de búsqueda, sino que también hacían zambullidas más largas y más profundas y pasaban más tiempo en la superficie de mar que los machos.

### Las presas
Además de arenques y caballas, también cazan otros peces: como sardinas, anchoas, eglefinos, bacalaos y otras especies de peces que forman bancos. En el caso de las especies grandes, como el bacalao, capturan solo ejemplares jóvenes.
Como muchas gaviotas, asocian enseguida los barcos de pesca con la posibilidad de encontrar comida. Giran alrededor de los barcos para pillar peces de las redes y aprovechar los restos lanzados al mar.

## Reproducción
Los más experimentados son los primeros en volver a las colonias de cría. La época exacta del año depende de la situación geográfica de cada colonia: los de Bass Rock llegan la mediados de enero; los de Islandia las finales de marzo o en abril. Las aves que no se reproducen llegan semanas más tarde. En general, el primer regreso a la colonia (que no es forzosamente aquella en que nacieron) tiene lugar cuando tienen dos o tres años. Los cambios de colonia no son excepcionales, pero no se conocen casos de alcatraces que, después de criar con éxito en una colonia, cambien esta por otra.
Los inmaduros permanecen en los límites de la colonia. Pueden llegar incluso a hacer un nido, pero hasta los cuatro o cinco años no se reproducen. Algunos ejemplares de esas edades ocupan nidos vacíos que defienden con agresividad si pasan en ellos dos o tres días. Si el nido aparentemente vacío tiene dueño, es abandonado sin lucha cuando llega el propietario.

### La construcción del nido

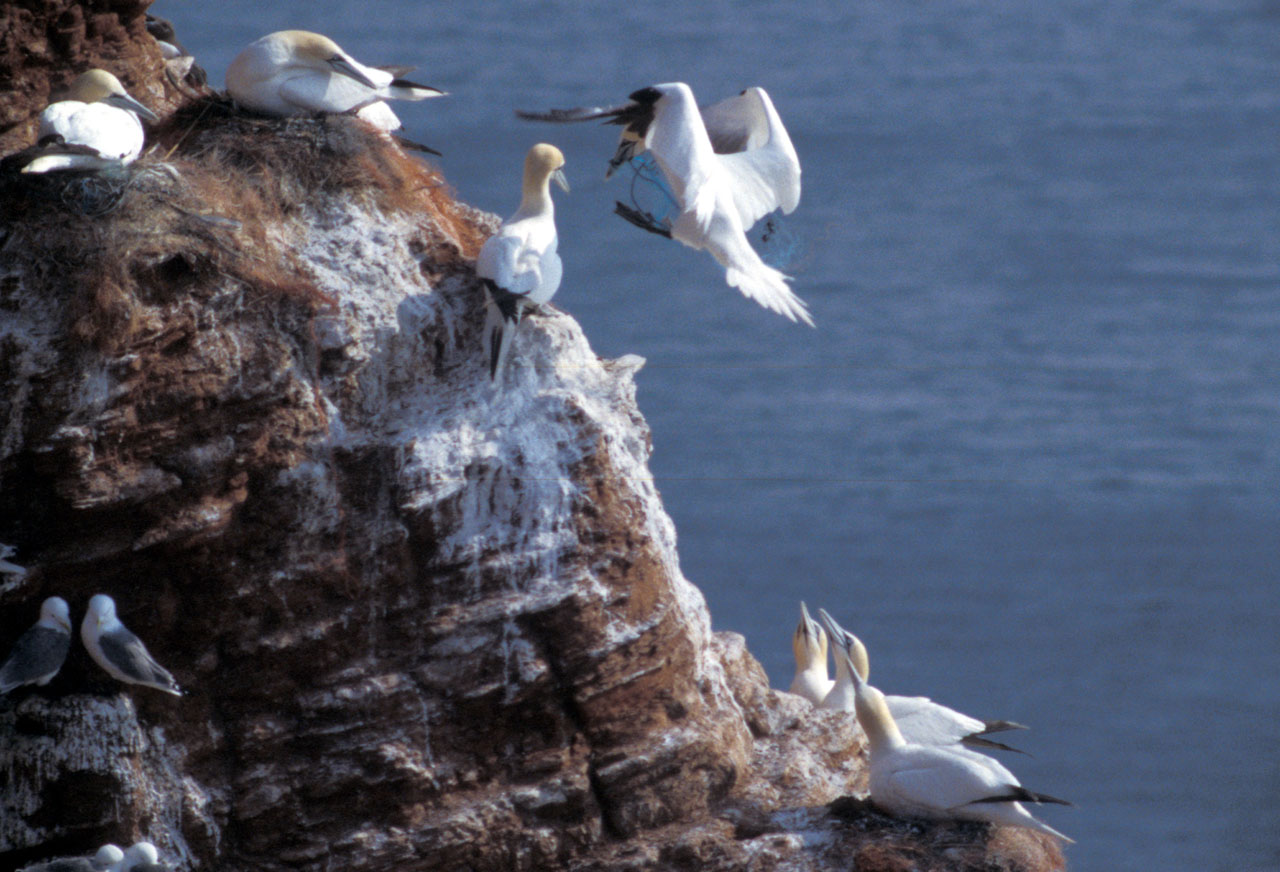
Alcatraz transportando material para el nido

El lugar preferido para hacer el nido son las laderas y los acantilados de las costas escarpadas. Cuando no encuentran estos sitios pueden anidar en grupos de islas y superficies planas, desde las que les es más difícil levantar el vuelo, provocando en la maniobra, a menudo, la invasión del área del nido de otra pareja y la reacción agresiva de esta, lo que provoca que el nivel de estrés en la colonia sea elevado. Los nidos son, sin embargo, construidos siempre cerca de los de otra pareja y lugares idóneos quedan vacíos si están alejados de la colonia. En general, el promedio de nidos por metro cuadrado es de 2,3.
Los nidos están hechos de algas marinas, hierbas, tierra y objetos de todo tipo que flotan sobre el agua. Diariamente, son los machos los que juntan el material. Los efectos del viento hacen que los nidos, que miden entre 50 y 70 cm (centímetros) de diámetro y unos 30 cm de alto, tengan que ser mantenidos durante toda la cría. Su área crece durante la reproducción por su costumbre de tirar los excrementos fuera del nido, en las orillas de este.

### Conducta agresiva en el nido
La agresividad en el área del nido es la base para muchas pautas de su conducta relacionadas con el apareamiento. Las luchas tienen lugar solo entre aves del mismo sexo. El comportamiento de las hembras, que bajan la cabeza ante un macho agresivo, mostrándole la parte posterior del cuello, hace que sean cogidas por el cuello por machos que defienden el nido y expulsadas. Una hembra no reacciona si un macho ajeno se acerca al nido, pero lo defiende ferozmente si la que se acerca es otra hembra. Las luchas en las que participan machos que ocupan un nido por primera vez son particularmente intensas. Las consecuencias de las peleas pueden ser importantes, acabando con heridas graves. Las luchas son precedidas por gestos de amenaza, que se ven también fuera de la estación reproductora. Los machos muestran a los vecinos la propiedad de un nido gesticulando con la cabeza con el pico dirigido hacia abajo y las alas algo erguidas.

### Emparejamiento

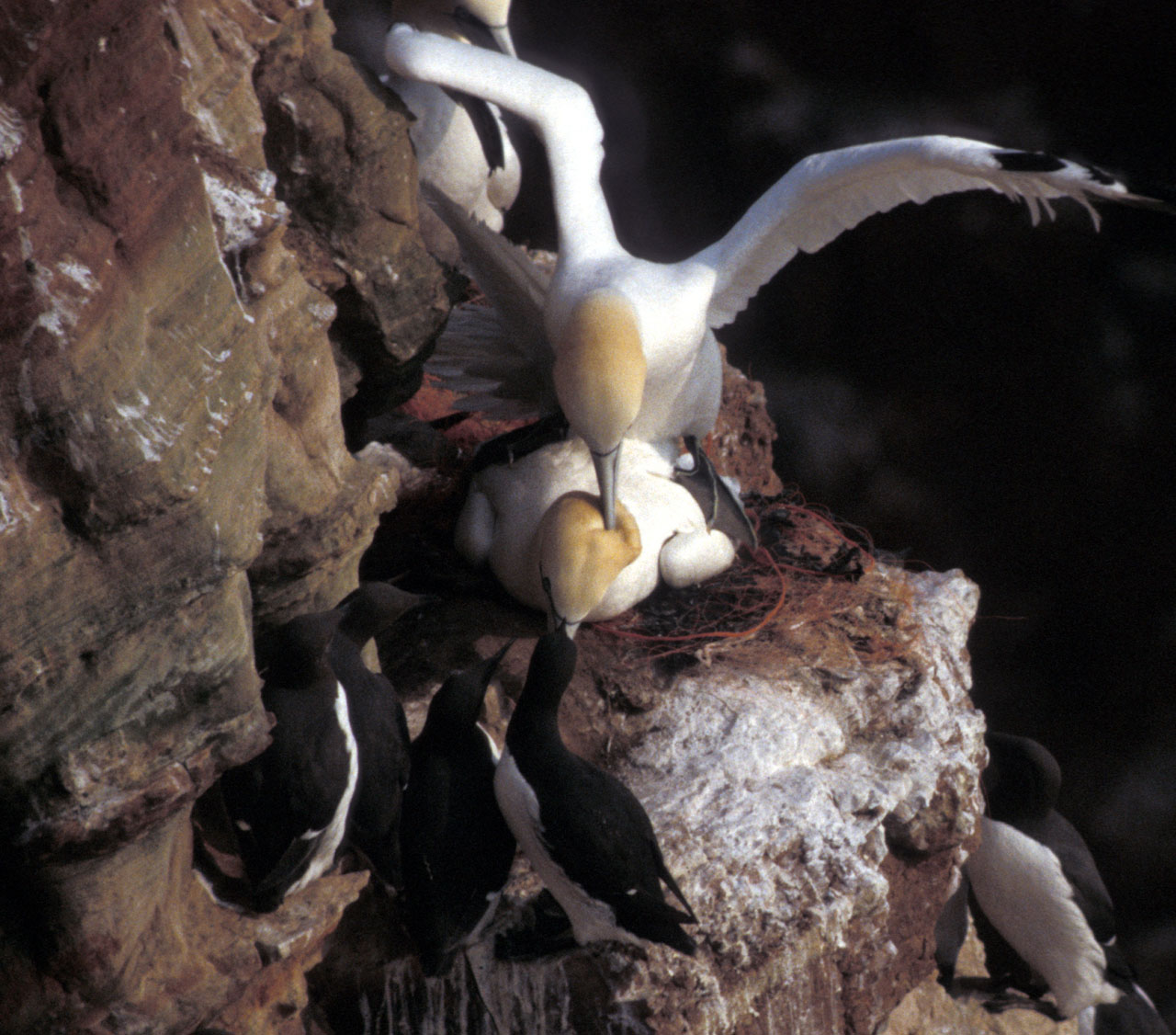
Apareamiento

Después de ocupar un lugar de cría los machos intentan atraer una hembra sin pareja. Estas, que tienen en general cuatro o cinco años, sobrevuelan la colonia varias veces antes de posarse. La postura de su cuerpo, con el cuello muy estirado, informa a los machos de su disposición a ser cortejada. Los machos lo hacen sacudiendo la cabeza, de manera semejante a cuando marcan el nido, pero con las alas cerradas.
Las parejas son monógamas y duran muchos años, si no toda la vida. Las aves se separan después de criar, pero se vuelven a juntar al año siguiente. En caso de muerte de uno de los miembros el otro abandona la zona de cría y se unen a los solteros que buscan una pareja.
Defienden con mucha agresividad el territorio alrededor de su nido. La distancia entre cada uno de ellos es de aproximadamente el doble de la que permitiría a un alcatraz llegar desde su nido al de un vecino.

### El huevo y los pollos

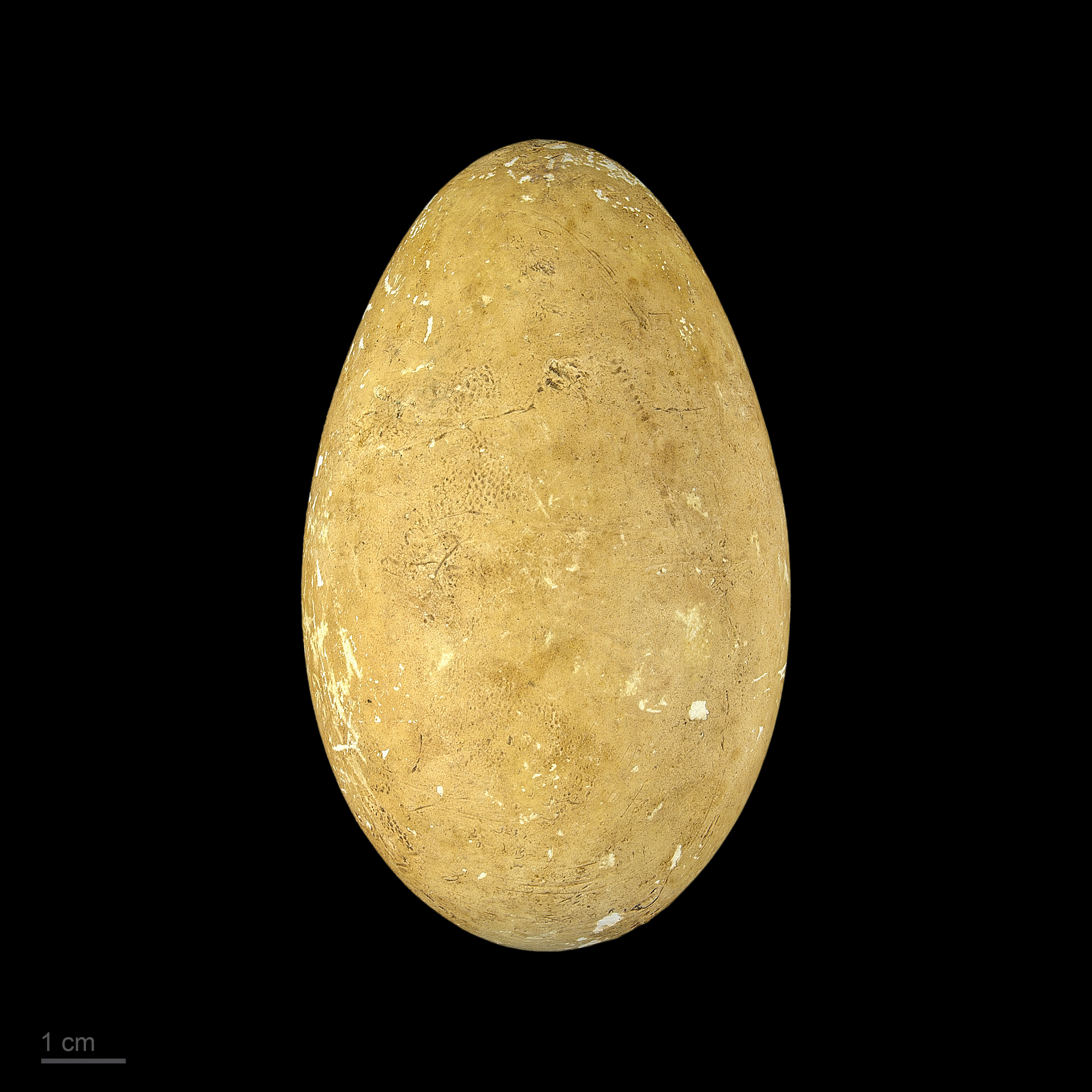
Morus bassanus, MHNT.

Ponen solo un huevo de forma oval y de un peso medio de 104,5 g (gramos). En comparación con otras aves marinas, el peso es muy pequeño. Los casos de nidos con dos huevos corresponden, bien a puestas de dos hembras o a huevos robados de otros nidos vecinos. Los alcatraces ponen un nuevo huevo en caso de perder el primero. El tiempo de incubación es de entre cuarenta y dos y cuarenta y seis días. Cuando están incubando, rodean el huevo con las membranas natatorias, muy bien irrigadas. El proceso de romper la cáscara puede durar hasta treinta y seis horas. Cuando va a comenzar, el ave incubadora suelta el huevo de las membranas natatorias, ya que, de mantenerlo entre ellas, el huevo podría romperse bruscamente bajo el peso del adulto cuando el pollo empieza a agujerearlo. De hecho esta es una causa de muerte frecuente en los pollos de las aves que crían por primera vez. Las membranas natatorias sirven también para cobijar a los pollos, que solo en ocasiones excepcionales son dejados solos por los padres. Los pollos no vigilados son, a menudo, atacados y asesinados por otros alcatraces.
Los pollos más jóvenes son alimentados con peces semidigeridos regurgitados por los adultos. Los más viejos reciben peces más enteros. La fuerte tendencia de los polluelos a no moverse del nido y a no agitar las alas para pedir alimento como hacen otras aves, minimiza el peligro de caer desde los acantilados.
Los adultos alimentan a las crías durante unas once o doce semanas, hasta que los jóvenes se ven con fuerzas para abandonar definitivamente el nido. Alrededor de los setenta y cinco días de vida planean desde los acantilados al mar, lo que marca el punto final del vínculo familiar. Los jóvenes, que pesan en ese momento unos cuatro kilos, no son aún capaces de volar con soltura, lo que, unido a su peso, no les permite regresar a los acantilados. Sus reservas de grasa hacen que puedan pasar hasta dos o tres semanas sin comer. El salto del nido al agua causa, en condiciones de mal tiempo, que algunos alcatraces sufran heridas mortales al batir contra las rocas.
Los jóvenes son atacados por los adultos si se mueven por las orillas de la zona de cría, por lo que permanecen en el mar aprendiendo a pescar y a volar hasta que están en condiciones de hacerlo con soltura. Si se dan malas condiciones meteorológicas en ese período, puede morir un número muy elevado de ejemplares jóvenes.

## Migraciones
Los jóvenes migran con dirección al Sur a distancias importantes de las colonias de cría, llegando en ocasiones casi al Ecuador. En el segundo año de vida parte de ellos vuelven a la colonia, a la que llegan más tarde que las aves reproductoras, para abandonarla de nuevo en dirección sur en torno al fin de la época de cría. En esta segunda migración recorren, sin embargo, distancias menores.
Los adultos, acabada la cría, se esparcen con dirección poco prefijada y se mantienen la distancias de entre 800 y 1600 km (kilómetros) de la zona de cría. Por ahora no hay pruebas de que cada colonia tenga una zona de invernada específica. Muchos adultos se encuentran en el oeste del Mediterráneo, al que llegan pasando sobre el estrecho de Gibraltar y evitando dentro de lo posible volar sobre tierra firme. Otros siguen la costa atlántica de África llegando incluso al golfo de Guinea. En el caso de los alcatraces de Canadá, el límite sur de las emigraciones de los ejemplares inmaduros está en el golfo de México. Los adultos no se desplazan tan lejos.

## Galería

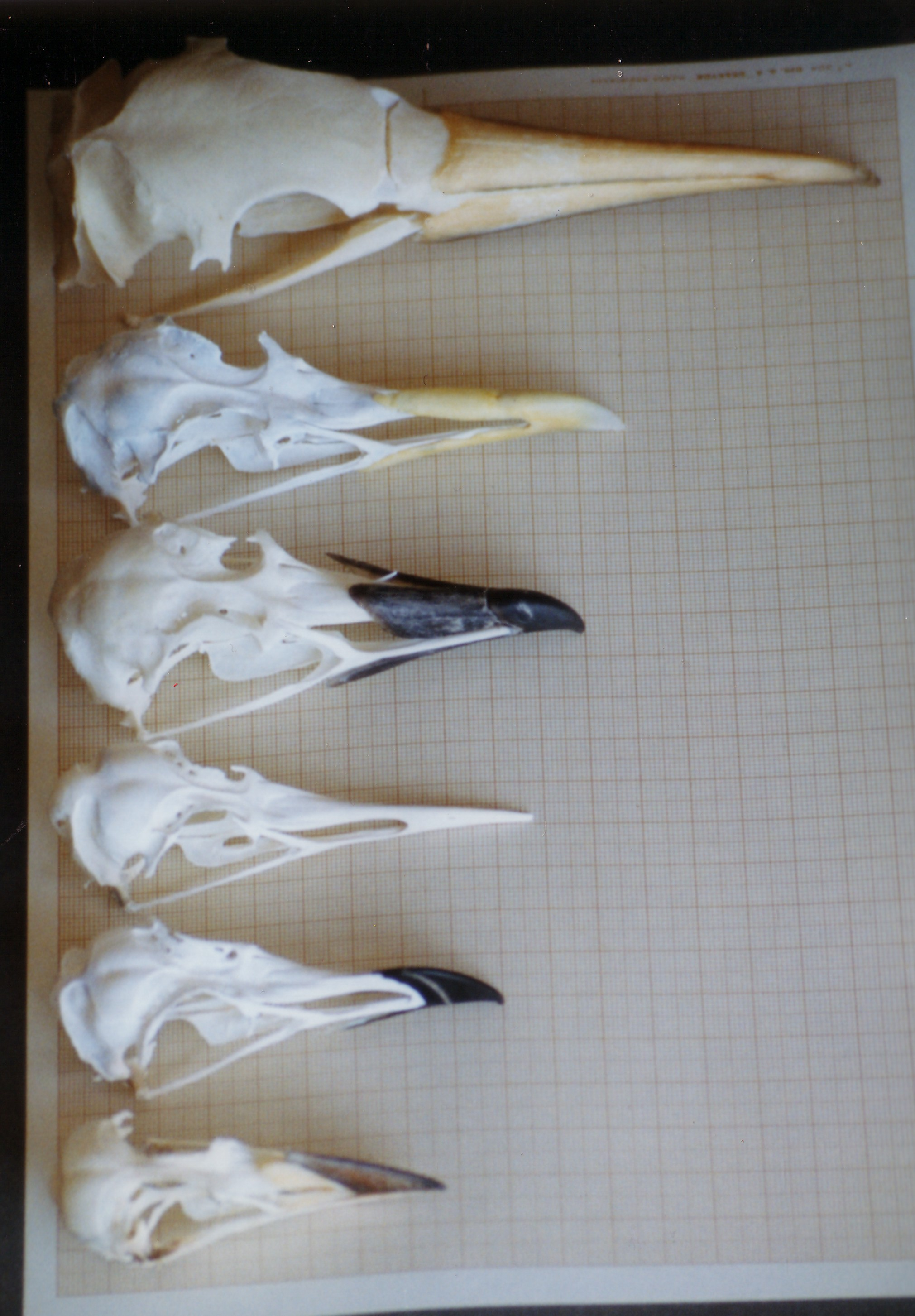
Cráneos de aves marinas. De mayor a menor: alcatraz, gaviota patiamarilla, ave no identificada, arao común, alca común y frailecillo.
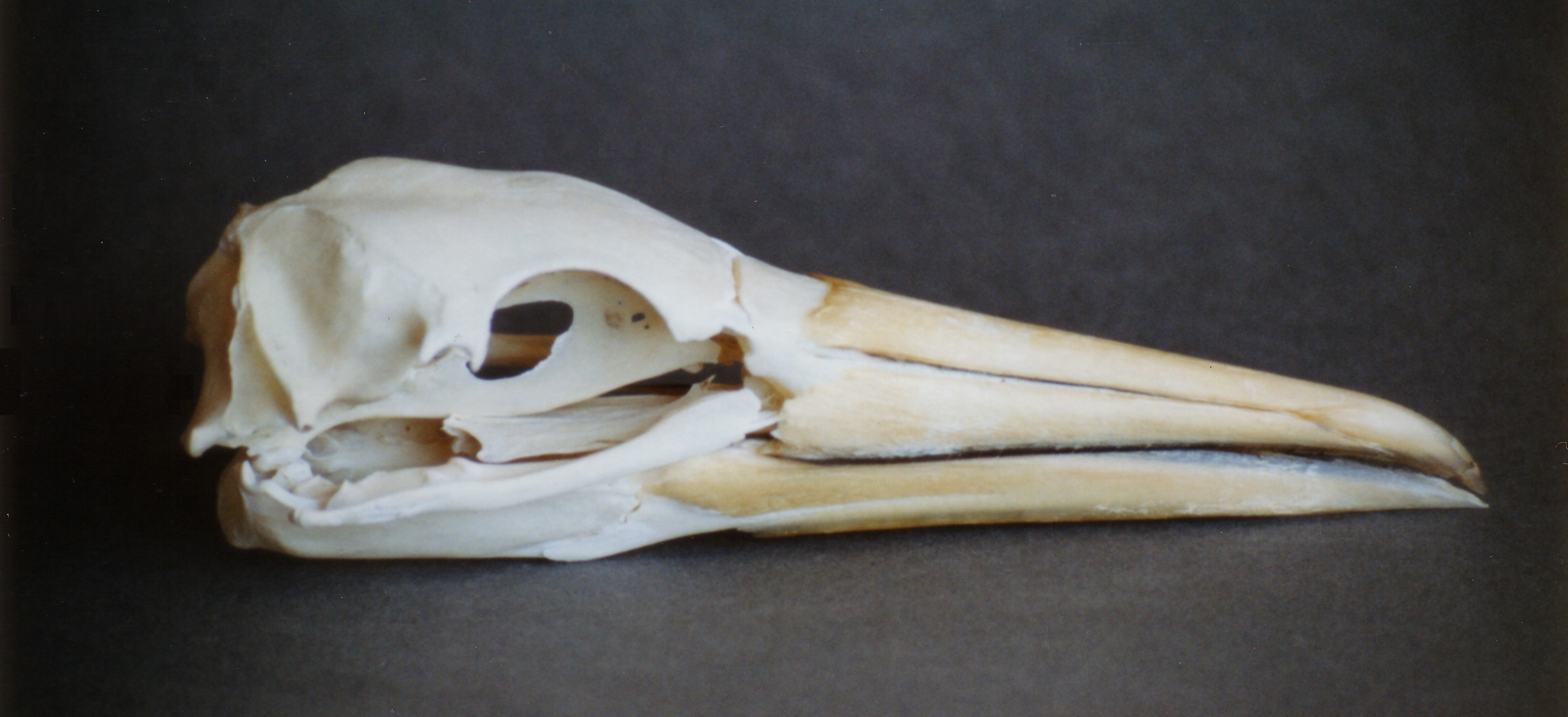
Cráneo de alcatraz
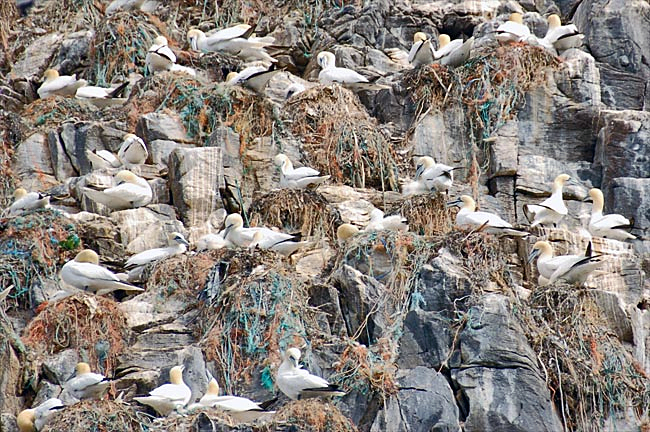
Los alcatraces suelen anidar muy juntos en las laderas de los acantilados.
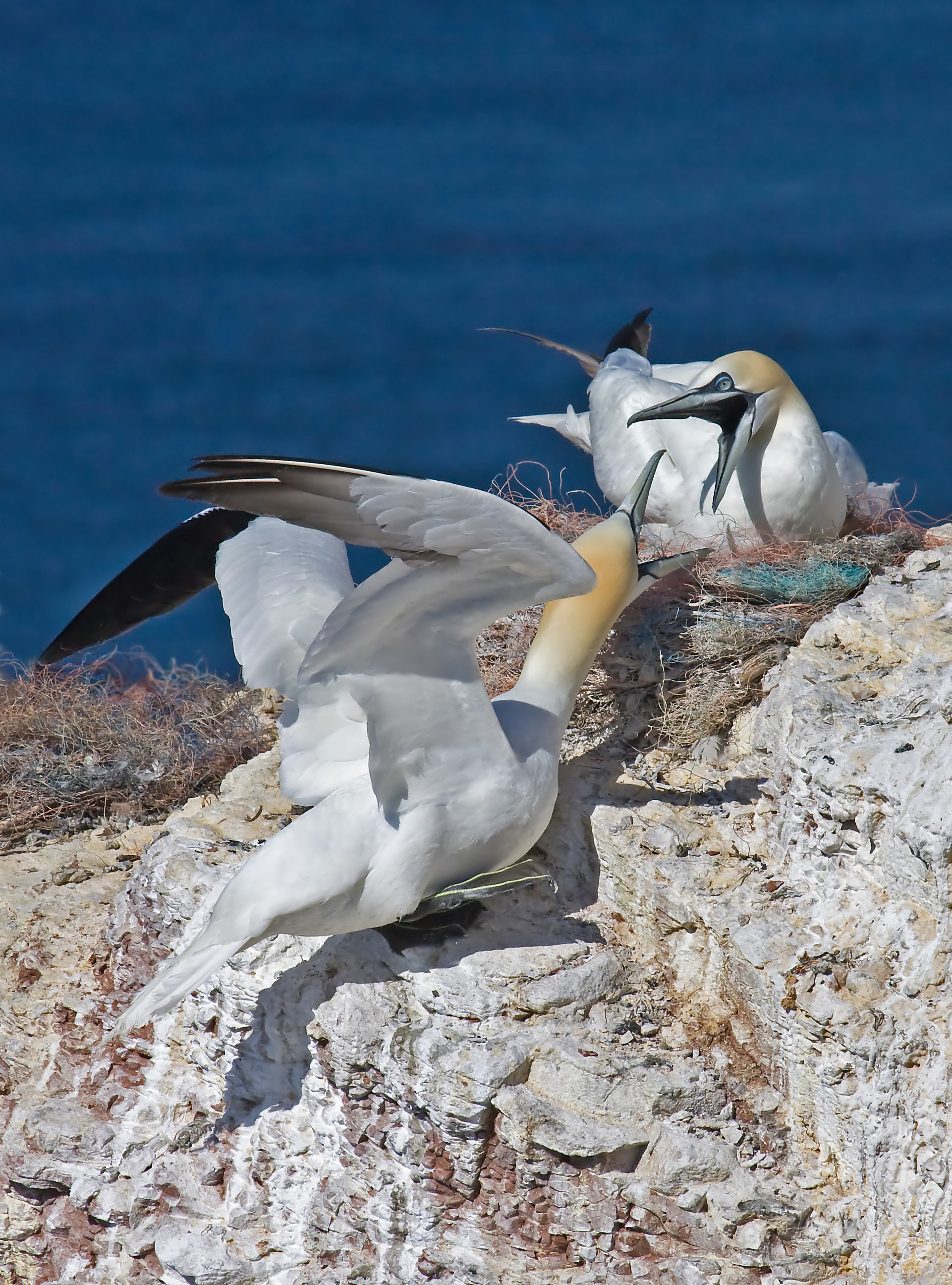
Una hembra no reacciona si un macho ajeno se acerca al nido, pero lo defiende ferozmente si la que se acerca es otra hembra.